# جون دبليو. كونينغهام
جون دبليو. كونينغهام (بالإنجليزية: John W. Cunningham)‏ (28 يوليو 1915، دير لودج في الولايات المتحدة - 4 يونيو 2002)؛ روائي أمريكي.

## روابط خارجية
- جون دبليو. كونينغهام على موقع IMDb (الإنجليزية)
- جون دبليو. كونينغهام على موقع قاعدة بيانات الفيلم (الإنجليزية)